# Schilik
Der Schilik (kasachisch Шілік); russisch Чили́к (Tschilik) ist ein rechter Nebenfluss des Ili im Südosten Kasachstans.
Der Schilik entspringt an der Südflanke des Transili-Alataus. Er fließt in östlicher Richtung entlang der Nordflanke des Kungej-Alatau, wendet sich im Mittellauf nach Norden, durchfließt den Bartogay-Stausee und erreicht im Unterlauf das breite Tal des Ili, passiert den gleichnamigen Ort Schelek und mündet schließlich oberhalb des Qapschaghai-Stausees in den nach Westen fließenden Ili. Der Schilik hat eine Länge von 245 km. Er entwässert ein Areal von 4980 km². Der Schilik wird hauptsächlich vom Schmelzwasser der Gletscher sowie der Schneeschmelze gespeist. 63 km oberhalb der Mündung beträgt der mittlere Abfluss (MQ) 32,2 m³/s.